# Vasyl Fedoryshyn
Vasyl Petrovych Fedoryshyn –en ucraniano, Василь Петрович Федоришин– (Kalush, 31 de marzo de 1981) es un deportista ucraniano que compitió en lucha libre.
Participó en tres Juegos Olímpicos de Verano, obteniendo una medalla de plata en Pekín 2008, en la categoría de 60 kg, el cuarto lugar en Atenas 2004 y el 17.º lugar en Londres 2012. Posteriormente, le fue anulada la medalla de Pekín por dopaje.
Ganó dos medallas en el Campeonato Mundial de Lucha, plata en 2010 y bronce en 2009, y nueve medallas en el Campeonato Europeo de Lucha entre los años 2001 y 2011.

## Palmarés internacional
| Juegos Olímpicos   | Juegos Olímpicos    | Juegos Olímpicos  | Juegos Olímpicos |
| Año                | Lugar               | Medalla           | Categoría        |
| ------------------ | ------------------- | ----------------- | ---------------- |
| 2008               | Pekín (China)       | DSC               | 60 kg            |
| Campeonato Mundial |                     |                   |                  |
| Año                | Lugar               | Medalla           | Categoría        |
| 2009               | Herning (Dinamarca) | Medalla de bronce | 60 kg            |
| 2010               | Moscú (Rusia)       | Medalla de plata  | 60 kg            |
| Campeonato Europeo |                     |                   |                  |
| Año                | Lugar               | Medalla           | Categoría        |
| 2001               | Budapest (Hungría)  | Medalla de plata  | 58 kg            |
| 2002               | Bakú (Azerbaiyán)   | Medalla de plata  | 60 kg            |
| 2004               | Ankara (Turquía)    | Medalla de bronce | 60 kg            |
| 2005               | Varna (Bulgaria)    | Medalla de oro    | 60 kg            |
| 2007               | Sofía (Bulgaria)    | Medalla de oro    | 60 kg            |
| 2008               | Tampere (Finlandia) | Medalla de oro    | 60 kg            |
| 2009               | Vilna (Lituania)    | Medalla de bronce | 60 kg            |
| 2010               | Bakú (Azerbaiyán)   | Medalla de bronce | 60 kg            |
| 2011               | Dortmund (Alemania) | Medalla de bronce | 60 kg            |